# Eterne rima
Az Eterne rima egy egyszemélyes eszperantó hiphop projekt. A Lengyelországban született, Japánban élő Igor Wasilewski 2000 óta beszél eszperantóul, eszperantista.

## Története
Első demóalbuma a Por miaj gefratoj volt, amelyet 2000-ben készítettek. 2008 végén a hiphop modern stílusában kezdett komponálni. 
Ennek eredményeként új, gazdag zenei anyag jött létre. 
2009-ben két dallal közreműködött egy Hiphop válogatásban, vol. 1 (az első válogatás csak eszperantó nyelven készült hiphop zenével). 2009 decemberében  kiadott egy négycímes reklámalbumot Por la rep' címmel, ekkor bejelenti egy teljes CD-album érkezését, amelyet 2010-ben adnak ki a híres Vinilkosmo eszperantó lemezkiadónál. Ő maga komponálja az zenéket, és írja a szövegeket, Rapper és énekes is egyben. 2012-ben új albumot adott ki Taglibro de brutulot. Van benne egy közös dala Jonny M. reggae énekessel. Hasonlóképpen neki is van egy vendégdala  Jonny M. Regestilo című albumán.

## Zenei stílus
2008 decemberében Eterne Rima megnyitotta weboldalait a MySpace-en és az Ipernity-n, majd 2009-ben a Facebookon és a YouTube-on is. Az első 3 zeneszám 2008 végéről és 2009 elejéről az Venas novaj tempoj, a Batas la kalkan és a Vera senc voltak. A Mia loko produkciója óta a Dirty South és az R&B között ingadozó konkrét stílust választotta. Zenéje általában a dallamos motívumokat ötvözi a folyó rappel. A jelenlegi hiphop stílus jól hallható a Por la rep' albumán és az azt következő CD-albumon.

## Lemezei
- 2000 - Por miaj gefratoj
- 2009 - Por La Rep'
- 2010 - Samideano
- 2012 - Taglibro De Brutulo

## Fordítás
- Ez a szócikk részben vagy egészben  az   Eterne rima című eszperantó Wikipédia-szócikk ezen változatának fordításán alapul.  Az eredeti cikk szerkesztőit annak laptörténete sorolja fel. Ez a jelzés csupán a megfogalmazás eredetét és a szerzői jogokat jelzi, nem szolgál a cikkben szereplő információk forrásmegjelöléseként.